# Dëss
Il Dëss (in russo Дёсс?) è un fiume della Siberia Orientale, tributario di destra della Brjanta. Scorre nell'oblast' dell'Amur, in Russia. Appartiene al bacino idrografico dell'Amur.
Il fiume ha origine sul versante meridionale dei monti Stanovoj. Il canale del fiume è tortuoso. Scorre in direzione meridionale, scendendo nel bassopiano dell'alta Zeja. La sua lunghezza è di 166 km; il bacino del fiume è di 1 780 km². Sfocia nella Brjanta a 142 km dalla foce.
Non ci sono insediamenti lungo il suo corso. Nel basso corso è attraversato dalla linea della ferrovia dell'Estremo Oriente.